# Condition féminine chez les Témoins de Jéhovah
Les Témoins de Jéhovah estiment que la femme a un rôle différent de celui de l'homme au sein du cadre familial, religieux et social. Ils se basent entre autres sur le récit de la création de l'homme dans la Genèse, qui dit que Dieu a créé la femme en tant que complément de l'homme. Pour les Témoins de Jéhovah, cette complémentarité implique que, dans la disposition divine originale, l'homme était incomplet sans une femme.
Cependant, la bible dit que la femme doit être soumise à son mari, ceci étant une soumission relative, mais l'homme doit aimer sa femme comme lui-même (Éphésiens 5:33). Cette soumission implique un certain nombre de particularités dans le rôle spécifique qu'elle tient au sein de la structure familiale, dans la congrégation chrétienne et dans la société. Cette conception particulière du rôle de la femme a valu à l'organisation des Témoins de Jéhovah diverses critiques.

## Historique
Rutherford estimait que le fait de mettre en avant les femmes dans les affaires religieuses contribuait à détruire le caractère sacré de la maison et détournait les hommes de Dieu. Selon lui, les femmes ne devaient pas être l'objet de romantisme ou d'adulation. Elles conservaient une bonne position en s'engageant dans l'activité d'évangélisation et en se soumettant à la fois au foyer et à la congrégation. Il était donc préférable qu'elles restent seules et qu'elles soient pionnières (prédicatrices). Au pire, les femmes pouvaient être considérées comme étant des 'Jézabel' hautaines (personnage biblique, épouse du roi israélite Achab, qui était connue pour son arrogance) qui perturbent l'ordre théocratique au sein de l'organisation des Témoins de Jéhovah.
Il semblerait que Rutherford dépréciait les femmes. Il estimait qu'il ne fallait pas ôter son chapeau pour saluer une femme (car il considérait cela comme un acte d'idolâtrie), ni lui tenir une porte, ni encore se lever quand elle entrait dans une pièce. Dans cette optique, Rutherford a d'ailleurs condamné la fête des Mères, car il considérait que cette fête accordait trop d'importance aux femmes et conduisait au « culte des mères », détournant ainsi les humains du culte revenant à Dieu.
Nathan Homer Knorr, le président suivant, a cependant amélioré la place de la femme dans la communauté, et les épouses y furent bien traitées.

## Son rôle

### Au niveau familial
Le mari dirige la famille et prend les décisions. La femme doit lui être soumise et lui témoigner un profond respect, son soutien, et le considérer comme son « chef légitime », et cela même s'il ne partage pas ses croyances. Elle doit se consacrer principalement aux tâches domestiques et à l'éducation des enfants, et elle doit s'habiller avec modestie. Pour les Témoins de Jéhovah, le portrait de la femme capable est décrit en Proverbes 31:10 à 31, ce que le mouvement religieux considère comme un rôle tout à fait honorable.
Une différence de croyance n'autorise pas une femme à quitter son mari. Toutefois, elle peut prétendre à une séparation légale si le mari s'oppose farouchement à sa foi et nuit à sa spiritualité, ou s'il la maltraite au point de mettre sa santé ou sa vie en danger. Elle peut aussi prétendre à un divorce s'il la trompe.
La Société Watchtower justifie sa position dans ce domaine par des versets tels que Éphésiens 5:22,23,33 et 1 Corinthiens 11:3 qui déclarent :
- « Que les femmes soient soumises à leurs maris comme au Seigneur, parce que le mari est chef de sa femme comme le Christ aussi est chef de la congrégation (...). De son côté, la femme doit avoir un profond respect pour son mari. »
- « (...) Le chef de la femme, c'est l'homme (...). »

### Au niveau spirituel
Dans la congrégation, la femme ne peut pas accéder à des fonctions de surveillance (ancien, assistant ministériel), car elles sont exclusivement réservées aux hommes. A fortiori, la femme ne peut pas faire partie du Collège central.
Dès le début de l'année 1959, les femmes dans les congrégations ont commencé à pouvoir participer à l'école du ministère théocratique. Il est cependant impossible pour elles de prononcer des discours ou de diriger des réunions. Elles peuvent toutefois prendre la parole lors des réunions en donnant des commentaires, effectuer des sujets en tant qu'élève, dans ce cas, elle s'adresse à une interlocutrice, et non directement à l'auditoire.
Elles peuvent cependant participer à l'évangélisation. D'ailleurs, la plus grosse partie de cette œuvre est effectuée par les femmes, qui sont en général plus disponibles en semaine. Ce sont aussi souvent les femmes Témoins de Jéhovah qui visitent leurs coreligionnaires malades ou qui s'occupent des pauvres.
Éventuellement, les femmes peuvent être membres ointes (c'est-à-dire avoir l'espérance céleste et faire partie des 144 000). Elles peuvent également occuper des postes importants dans d'autres instances de l'organisation, comme être à la tête du Cercle européen des Témoins de Jéhovah anciens déportés et internés (CETJAD), rôle actuellement assumé par Ruth Danner, elle-même ancienne déportée, et qui remplaçait à cette position une autre femme ancienne déportée, Simone Arnold Liebster.
Si, en l'absence d'éléments masculins, elles doivent remplir un rôle lié au culte normalement dévolu à l'homme, elles doivent se couvrir la tête en signe de soumission,.

## Critiques
Certains détracteurs du mouvement estiment que la Société Watchtower a un point de vue désuet sur le rôle de la femme, n'accordant pas une place valorisante à celle-ci et ne respectant pas ainsi la parité entre les deux sexes.
Dans sa biographie, une ancienne fidèle s'est plainte du rôle attribué à la femme dans l'organisation religieuse, en évoquant notamment la soumission au mari, les interdictions d'enseigner en public à la Salle du Royaume et de venir en pantalon aux réunions hebdomadaires,. Elle affirme que les réunions de la congrégation font preuve d'un « machisme navrant » et estime que les Témoins de Jéhovah « ont mis en place pour les femmes de la congrégation un schéma moyenâgeux proche de l'inquisition ».
La Coordination nationale des victimes de l'organisation des Témoins de Jéhovah estime que le procédé consistant à refuser de laisser les femmes enseigner à la Salle du Royaume est « ridicule et aberrant », affirmant qu'il s'agit d'« un des différents aspects misogynes que compte le culte des Témoins de Jéhovah ». D'après cette association, « les femmes [au sein des Témoins de Jéhovah] sont rabaissées, considérées comme rien sinon comme des prédicatrices dociles, des épouses soumises ou des mères enseignant bien leurs enfants ».

Le rapport bisannuel 2001-2002 du CIAOSN (Centre d'information et d'avis sur les organisations sectaires nuisibles) reproche la place que le mouvement religieux accorde à la femme. Il évoque ce fait dans un chapitre intitulé "Problèmes, controverses" :
« Place de la femme : bien que les Témoins de Jéhovah aient rappelé en juin 2002 que, selon leur doctrine, la femme est à l'égal de l'homme, l’attitude que le mouvement recommande à ses membres vis-à-vis de cette dernière ne s’inscrit pas dans la tendance européenne et internationale en matière d’égalité entre hommes et femmes. Chez les Témoins, l’avis du mari prime et sa femme doit le seconder dans ses décisions et les respecter. Elle est soumise à son mari et doit lui témoigner un profond respect car il est le chef de famille. »
Par ailleurs, d'anciens membres estiment que des femmes sont parfois victimes de maltraitance au sein de l'organisation par leur époux et que « ce potentiel d’abus est largement causé par la façon dont la [Société] Watchtower voit et considère les femmes ».